# Apamea Cibotus
Apamea Cibotus (łac. Dioecesis Apamensis) – stolica historycznej diecezji w Cesarstwie Rzymskim (prowincja Pizydia), współcześnie w Turcji. Wzmiankowana pierwszy raz w II wieku. Od 1933 katolickie biskupstwo tytularne (wakujące od 1975).

## Biskupi tytularni
| Lp. | Biskup                 | Funkcja                              | Od             | Do              |
| --- | ---------------------- | ------------------------------------ | -------------- | --------------- |
| 1   | Eustace John Smith OFM | wikariusz apostolski Bejrutu (Liban) | 8 grudnia 1955 | 13 czerwca 1975 |